# آندراده کورنر (کالیفرنیا)
آندراده کورنر (به انگلیسی: Andrade Corner) یک منطقهٔ مسکونی در ایالات متحده آمریکا است که در شهرستان لس آنجلس، کالیفرنیا واقع شده‌است. آندراده کورنر ۱٬۰۴۰ متر بالاتر از سطح دریا قرار دارد.